# 平和問題談話会
平和問題談話会（へいわもんだいだんわかい）は、日本の市民団体である。
結成のきっかけとなったのは「戦争をひきおこす緊迫の原因に関して、ユネスコの八人の社会科学者によってなされた声明」であり、これに示唆を受けた約50名の学者が『戦争と平和に関する日本の科学者の声明』の発表を経て、49年に東京平和問題談話会および京都平和問題談話会を組織した。さらに1950年1月15日『世界』3月号に『講和問題についての声明』を発表、全面講和を要望し、中立不可侵・国連加盟・軍事基地反対・経済的自立を主張した。 さらに『世界』12月号に「三たび平和について」を発表した。
会の中心は安倍能成・大内兵衛・仁科芳雄であり、とくに安倍は「オールド・リベラル」と称される大正デモクラシー世代の著名知識人で、初期の『世界』の中心的執筆者となっており、彼らに加え旧・昭和研究会メンバーの蠟山政道・笠信太郎・清水幾太郎も参加している。大内兵衛と清水幾太郎はマルクス主義者である。会の実質的な仕切り役となったのは清水で、丸山は「清水親分」「絶対君主で、常に権力の均衡の上に座をしめている」と述べている。これに関連して竹内洋は、もし仮に昭和研究会の頭目の三木清が弾圧死することなく戦後長く生き延びていたなら、平和問題談話会の代表格の地位を占めていたはずであり、清水幾太郎や丸山真男の出る幕は減った可能性が高いのではないかと推測している。

## 概要
1948年9月、GHQから岩波書店に配布された文書「戦争をひきおこす緊迫の原因に関して、ユネスコの八人の社会科学者によってなされた声明」を読んだ吉野源三郎は熱海にいた清水幾太郎に文書を見せ、「日本の学者たちが、このユネスコの声明に応えて、戦争および平和の諸問題を研究し、共同声明を発表することが可能だろうか」と相談し、大阪にいた久野収にも相談し、賛同を取り付けた。吉野は、平和運動の統一的運動をするため、日本共産党を含む政党関係者も加えたかったが、小泉信三の「（政党員は党の）公式の見解以上のことは述べない」という意見に従い、学者中心となる。同年12月12日、会合が開かれて平和問題を討議。これを「戦争と平和に関する日本の科学者の声明」（『世界』1949年3月号）として発表。このときは平和問題討議会であったが、発表後平和問題談話会になる。
「戦争をひきおこす緊迫の原因に関して、ユネスコの八人の社会科学者によってなされた声明」は、ユネスコ憲章冒頭に「戦争は人の心の中で生まれるものだから、人の心の中にとりでを築かなければならない」とあるように微温的であり、田辺元は「階級的実践を度外視した中立無記の立場」と批判している。従って、この声明に触発された平和問題討議会声明は、中立の可能性と世界の平和的共存を眼目としており、左派からは「硝子箱入りの現実性に乏しい運動」「小ブル的中立主義」と批判され、日本共産党からは「戦争と平和に中立があるか」と批判され、右派からは「ソ連のための平和運動」と批判され、左右両派から「学者先生の平和談義」といわれた。
平和問題談話会の方向性に政治化か脱政治化かという路線対立があり、丸山真男は思想運動を主張して、清水幾太郎は政治運動を主張した。丸山は、関西部会は最初から政治化していたが、東京部会は、オールドリベラリストが多く思想運動的であり、政治化から遠かったと述懐している。
1958年6月、平和問題談話会は解消し、憲法問題研究会にかわった。

## 参加メンバー

### 前身の「平和問題討議会」からの参加メンバー
本会の前身となった「平和問題討議会」の参加メンバーは、以下の通りである。

#### 東京地方文科部会
- 安倍能成
- 天野貞祐
- 清水幾太郎
- 武田清子
- 淡野安太郎
- 鶴見和子
- 中野好夫
- 南博
- 宮城音弥
- 宮原誠一
- 和辻哲郎

#### 東京地方法政部会
- 磯田進
- 鵜飼信成
- 川島武宜
- 高木八尺
- 田中耕太郎
- 丸山真男
- 蠟山政道

#### 東京地方経済部会
- 有沢広巳
- 大内兵衛
- 高島善哉
- 都留重人
- 矢内原忠雄
- 笠信太郎
- 蝋山芳郎
- 脇村義太郎

#### 東京地方自然科学部会
- 稲沼瑞穂
- 丘英通
- 富山小太郎
- 仁科芳雄
- 渡辺慧

#### 近畿地方文科部会
- 久野収
- 桑原武夫
- 重松俊明
- 新村猛
- 田中美知太郎
- 野田又夫

#### 近畿地方法政部会
- 磯村哲
- 岡本清一
- 末川博
- 田畑茂二郎
- 田畑忍
- 恒藤恭
- 沼田稲次郎
- 前芝確三
- 森義宣

#### 近畿地方経済部会
- 青山秀夫
- 島恭彦
- 新庄博
- 豊崎稔
- 名和統一
- 福井孝治

#### その他
- 津田左右吉
- 鈴木大拙
- 羽仁五郎

### 「平和問題談話会」となってからの参加メンバー
̇* 奈良本辰也
- 松田道雄[11]
- 吉村正一郎[11]

## 声明
『講和問題についての平和問題談話会声明』は以下の4つを宣言している。
- 講和問題について、われわれ日本人が希望を述べるとすれば、全面講和以外にない。
- 日本の経済的自立は単独講和によっては達成されない。
- 講和後の保障については、中立不可侵を希い、併せて国際連合への加入を欲する。
- 理由の如何によらず、如何なる国に対しても軍事基地を与えることは、絶対に反対する。